# Osan
Osan (în coreeană 오산시) este cel mai mare oraș și capitala provinciei Gyeonggi-do, situat în partea de nord-est a Coreei de Sud.